# Tony Revolori
Pour les articles homonymes, voir Quiñónez.
Anthony Quiñonez, connu sous le nom de scène Tony Revolori, né le 28 avril 1996 à Anaheim, en Californie, est un acteur américain.
Révélé par The Grand Budapest Hotel en 2014, il est aujourd'hui notamment connu pour avoir incarné le rôle de Flash Thompson dans les films Spider-Man: Homecoming et Spider-Man: Far From Home.

## Biographie
Tony Revolori est notamment connu pour son rôle de Zero Moustafa dans le film The Grand Budapest Hotel. Il a également incarné Flash Thompson, un des antagonistes de Peter Parker, dans le film Spider-Man: Homecoming, en 2017, ainsi que dans sa suite Spider-Man: Far From Home, en 2019.

## Filmographie

### Cinéma
- 2004 : Nebraska : L'enfant
- 2008 : Smother : Waylon
- 2008 : Ernesto : Hilario adolescent
- 2009 : The Perfect Game : Fidel Ruiz
- 2009 : Spout : Un des jumeaux Shaun
- 2013 : Fitz and Slade : Kid #2
- 2014 : The Grand Budapest Hotel : Zero Moustafa, jeune
- 2015 : Umrika : Lalu
- 2015 : Dope : Jib
- 2016 : La Cinquième Vague : Dumbo
- 2016 : Lowriders de Ricardo de Montreuil : Chuy
- 2017 : Spider-Man: Homecoming : Flash Thompson
- 2017 : Table 19 : Renzo Eckberg
- 2019 : Spider-Man: Far From Home : Flash Thompson
- 2020 : Run : Brooklyn Boy (voix)
- 2021 : The French Dispatch : Moses Rosenthaler, jeune
- 2021 : Spider-Man: No Way Home : Flash Thompson
- 2023 : Scream 6 : Jason Carvey
- 2023 : Asteroid City : l'aide de camp du général Gibson
- 2025 : Roofman de Derek Cianfrance

### Télévision
- 2006 : The Unit : L'enfant True Believers (saison 1, épisode 4)
- 2007 : Entourage : Le fils - Welcome to the Jungle (saison 4, épisode 1)
- 2009 : My Name Is Earl : Hunhau - My Name is Alias (saison 4, épisode 19)
- 2010 : Sons of Tucson : Paco - Family Album (saison 1, épisode 4)
- 2013 : Shameless : Sanchez - The American Dream (saison 3, épisode 2)
- 2019 : Servant : Tobe
- 2022 : Willow : le prince Graydon Hastur